# Bathippus ringens
Bathippus ringens là một loài nhện trong họ Salticidae.
Loài này thuộc chi Bathippus. Bathippus ringens được Tord Tamerlan Teodor Thorell miêu tả năm 1881.